# Liste der Oberbürgermeister von Heidelberg
Die Liste der Oberbürgermeister von Heidelberg zeigt die Inhaber des Amtes seit 1805 auf, auch wenn die Bezeichnung zwischen 1832 und 1875 lediglich Erster Bürgermeister war. 
| Amtsbeginn | Amtsende | Amtsinhaber                | Partei    |
| ---------- | -------- | -------------------------- | --------- |
| 1805       | 1819     | Georg Daniel Mays          |           |
| 1819       | 1832     | Peter Lombardino           |           |
| 1832       | 1840     | Jakob Wilhelm Speyerer     |           |
| 1840       | 1845     | Georg Leonhard Ritzhaupt   |           |
| 1845       | 1849     | Christian Friedrich Winter |           |
| 1849       | 1849     | Jakob Wilhelm Weber        |           |
| 1849       | 1851     | Jakob Wilhelm Speyerer     |           |
| 1851       | 1852     | Ludwig Walz                |           |
| 1852       | 1856     | Karl Michael Anderst       |           |
| 1856       | 1856     | Wilhelm Hoffmeister*       |           |
| 1857       | 1875     | Heinrich Krausmann         |           |
| 1875       | 1884     | Heinrich August Bilabel    |           |
| 1885       | 1913     | Karl Wilckens              | NLP       |
| 1914       | 1928     | Ernst Walz I               |           |
| 1928       | 1945     | Carl Neinhaus              | NSDAP     |
| 1945       | 1945     | Friedrich Josef Amberger*  |           |
| 1945       | 1946     | Ernst Walz II              |           |
| 1946       | 1952     | Hugo Swart                 |           |
| 1952       | 1958     | Carl Neinhaus              | CDU       |
| 1958       | 1966     | Robert Weber               | SPD       |
| 1966       | 1990     | Reinhold Zundel            | SPD       |
| 1990       | 2006     | Beate Weber                | SPD       |
| 2006       |          | Eckart Würzner             | parteilos |

- Wilhelm Hoffmeister wurde im Jahr 1856 nicht von der Regierung bestätigt.
- Friedrich Amberger wurde 1945 von den Alliierten für einige Monate eingesetzt.

## Weblink
- Webseite des Heidelberger Geschichtsvereins